# چاه تل شماره ۳
چاه تل شماره ۳ یک منطقهٔ مسکونی در ایران است که در دهستان درآگاه واقع شده‌است. چاه تل شماره ۳ ۱۷۰ نفر جمعیت دارد.